# Tomasz Schreiber
Tomasz Franciszek Schreiber (ur. 25 czerwca 1975 w Toruniu, zm. 1 grudnia 2010) – polski matematyk, specjalizujący się w geometrii stochastycznej, mechanice statystycznej i teorii prawdopodobieństwa.

## Życiorys
Stypendysta i tutor Krajowego Funduszu na rzecz Dzieci. Absolwent IV Liceum Ogólnokształcącego im. Tadeusza Kościuszki w Toruniu. Jako uczeń tej szkoły zdobył złoty medal na międzynarodowej olimpiadzie matematycznej w Hongkongu w 1994.
W czasie studiów przebywał na stypendiach na uniwersytetach w Oxfordzie, Rennes i Paderborn. Był trzykrotnym stypendystą Ministra Edukacji Narodowej, a w 1998 został uznany za najlepszego studenta UMK. W 1999 ukończył studia na Uniwersytecie Mikołaja Kopernika i podjął pracę na stanowisku asystenta na Wydziale Matematyki i Informatyki tej uczelni. Stopień doktora nauk matematycznych uzyskał na UMK w 2001. Tematem rozprawy doktorskiej były Losowe zbiory domknięte: twierdzenia graniczne, wielkie odchylenia i zastosowania statystyczne, a promotorem Aleksander Nagaev. W 2005 otrzymał Nagrodę im. Kazimierza Kuratowskiego przyznawaną młodym matematykom. Stopień doktora habilitowanego uzyskał w 2007, na podstawie rozprawy Prawa wielkich odchyleń i twierdzenia graniczne w geometrii stochastycznej i dla geometrycznych modeli mechaniki statystycznej. W 2009, mając 34 lata, otrzymał stanowisko profesora nadzwyczajnego UMK, był wówczas najmłodszym profesorem matematyki na tej uczelni. Wypromował jednego doktora – Filipa Piękniewskiego.
Syn prof. Romana Schreibera oraz dr Marii Berndt-Schreiber, brat dr. Pawła Schreibera oraz dr Ewy Schreiber. 
Zmarł w wyniku choroby nowotworowej. 